# Baliguian
Baliguian ist eine philippinische Stadtgemeinde in der Provinz Zamboanga del Norte. Sie hat 22.588 Einwohner (Zensus 1. August 2015).

## Baranggays
Baliguian ist politisch in 17 Baranggays unterteilt.
- Alegria
- Diangas
- Diculom
- Guimotan
- Kauswagan
- Kilalaban
- Linay
- Lumay
- Malinao
- Mamad
- Mamawan
- Milidan
- Nonoyan
- Poblacion
- San Jose
- Tamao
- Tan-awan